# Ethan Eyles
Ethan Eyles (* 17. April 2002 in Gold Coast) ist ein ehemaliger australischer Squashspieler.

## Karriere
Ethan Eyles spielte mehrfach auf der PSA World Tour. Seine höchste Platzierung in der Weltrangliste erreichte er mit Rang 298 im August 2019. 2019 wurde er mit Christine Nunn Vizeweltmeister im Mixed.
Sein Vater und Trainer Rodney Eyles war ebenfalls Squashspieler und wurde 1997 Weltmeister.

## Erfolge
- Vizeweltmeister im Mixed: 2019 (mit Christine Nunn)